# Mesopristes cancellatus
Mesopristes cancellatus és una espècie de peix pertanyent a la família dels terapòntids.

## Descripció
- Pot arribar a fer 23 cm de llargària màxima.
- 11-12 espines i 10-11 radis tous a l'aleta dorsal i 3 espines i 8-9 radis tous a l'anal.[5][6]

## Hàbitat
És un peix marí, d'aigua dolça i salabrosa; pelàgic-nerític; amfídrom i de clima tropical (27°N-21°S).

## Distribució geogràfica
Es troba al Pacífic occidental: des de les illes Ryukyu fins a Nova Caledònia.

## Observacions
És inofensiu per als humans.